# Battaglia di Suipacha
La battaglia di Suipacha, combattuta il 7 novembre 1810 nell'ambito delle guerre d'indipendenza ispanoamericana, fu la prima battaglia vinta dall'esercito creato dalla Giunta provvisoria di governo delle province del Río de la Plata contro l'esercito spagnolo fedele al viceré del Perù.
La battaglia ebbe luogo nei pressi di Suipacha, nell'attuale Bolivia, ed ebbe come risultato il rafforzamento della rivoluzione nel Río de la Plata e, temporaneamente, nell'Alto Perù.

## Antefatti
Dopo l'insuccesso nella battaglia di Cotagaita del 27 ottobre 1810, l'esercito rivoluzionario si ritirò dal campo di battaglia senza essere inseguito dal comandante realista José de Córdoba y Rojas; quest'ultimo, dopo la vittoria, ricevette come ulteriori rinforzi due battaglioni e quattro pezzi d'artiglieria provenienti dalla città di Potosí, condotti a Cotagaita dal generale Vicente Nieto. Nonostante il parere contrario di Nieto, che avrebbe voluto continuare la tattica difensiva, Córdoba decise di contrattaccare il nemico per approfittare del momento favorevole.
Nelle file dei patrioti, il comandante Antonio González Balcarce non arrestò la sua ritirata a Tupiza, ma retrocesse oltre il fiume Suipacha, allestendo il proprio accampamento sulla sua riva destra; qui ricevette rinforzi e munizioni provenienti da San Salvador de Jujuy e portati dal commissario della giunta di governo Juan José Castelli.

## La battaglia
La mattina del 7 novembre 1810, Córdoba partì dall'accampamento di Tupiza con 800 uomini e 4 pezzi d'artiglieria; alle undici del mattino i due eserciti si trovarono l'uno di fronte all'altro. Balcarce, che aveva nascosto gran parte delle sue forze in una depressione del terreno, ordinò un attacco al comandante della sua avanguardia, Manuel Dorrego. I 200 uomini di quest'ultimo finsero ad un certo punto una ritirata, attirando il grosso delle truppe realiste, che abbandonò le proprie posizioni per inseguire il nemico.
Le truppe rivoluzionarie nascoste si avventarono a quel punto sui realisti, che furono sbaragliati e finirono per essere inseguiti dalla cavalleria dei patrioti, nella quale si distinsero gli Husares di Martín Miguel de Güemes. L'esercito fedele al viceré del Perù lasciò sul campo, oltre a 40 morti e 150 prigionieri, l'intera artiglieria, le munizioni, il vettovagliamento e la cassa.

## Conseguenze
All'arrivo della notizia della sconfitta, nella città di Potosí il governatore Francisco de Paula Sanz decise di arrendersi alle truppe rivoluzionarie piuttosto che tentare la fuga, resa difficile dalla ribellione delle città dell'Alto Perù situate tra il luogo della battaglia e l'esercito che José Manuel de Goyeneche stava radunando sul fiume Desaguadero. A lui si aggiunsero Nieto e Córdoba, catturati dalle pattuglie lanciate dai patrioti alla caccia dei realisti sbandati. Tutti e tre furono fucilati su ordine di Castelli il 15 dicembre 1810.
La vittoria rivoluzionaria diede maggiore impulso all'insurrezione delle città dell'Alto Perù: il 15 novembre le milizie di Cochabamba sconfissero la divisione del comandante realista Fermín Piérola nella battaglia di Aroma, costringendo il generale Juan Ramírez Orozco, comandante di tutte le truppe spagnole in Alto Perù, a ripiegare anch'esso sul Desaguadero.
L'esercito patriota avanzò fino ad essere duramente sconfitto, il 20 giugno 1811, nella battaglia di Huaqui, al termine della quale le sue truppe, sbandate, retrocessero disordinatamente per tornare a radunarsi a Jujuy, abbandonando così l'intero Alto Perù ai realisti.